# (6564) Эшер
(6564) Эшер (англ. Asher) — астероид, относящийся к группе астероидов пересекающих орбиту Марса, который был открыт 25 января 1992 года американским астрономом Робертом Макнотом в обсерватории Сайдинг-Спринг и назван в честь американского астронома и первооткрывателя астероидов Дэвида Эшера.

Орбита астероида Эшер и его положение в Солнечной системе